# Рукитен
Рукитен (нем. Rukieten) — община в Германии, в земле Мекленбург-Передняя Померания.
Входит в состав района Бад-Доберан. Подчиняется управлению Шван.  Население составляет 310 человек (на 31 декабря 2010 года). Занимает площадь 12,39 км².